# A*Teens
A*Teens (udtales A-Teens) var en popgruppe fra Stockholm i Sverige, formet i 1998 som en hyldest til ABBA, hvorfor de på det tidspunkt kaldte sig ABBA Teens, selvom de senere skiftede navn til A*Teens. Bandets debutalbum blev en succes over hele verden, og i 2001 viste listerne, at bandet havde solgt 6 millioner album.
Efter 6 år bekendtgjorde bandet, at de ville tage en pause i 2004 efter udgivelsen af deres Greatest Hits-album. Hver sang fra dette album blev et top 20-hit i mindst ét land i verden.[kilde mangler] Bandets opsplitning blev officielt bekræftet d. 15. april 2006, og alle fire bandmedlemmer begyndte på en solokarriere.
Bandet optrådte igen sammen som pauseunderholdning i den svenske delfinale i Melodifestivalen 3. februar 2024.

## Diskografi
- The ABBA Generation (1999)
- Teen Spirit (2001)
- Pop 'til You Drop! (2002)
- New Arrival (2003)